# Зестермихе
Зестермихе (њем. Seestermühe) општина је у њемачкој савезној држави Шлезвиг-Холштајн. Једно је од 49 општинских средишта округа Пинеберг. Према процјени из 2010. у општини је живјело 902 становника. Посједује регионалну шифру (AGS) 1056045.

## Географски и демографски подаци
Зестермихе се налази у савезној држави Шлезвиг-Холштајн у округу Пинеберг. Општина се налази на надморској висини од 1 метара. Површина општине износи 23,4 km². У самом мјесту је, према процјени из 2010. године, живјело 902 становника. Просјечна густина становништва износи 39 становника/km².